# Titi parisien

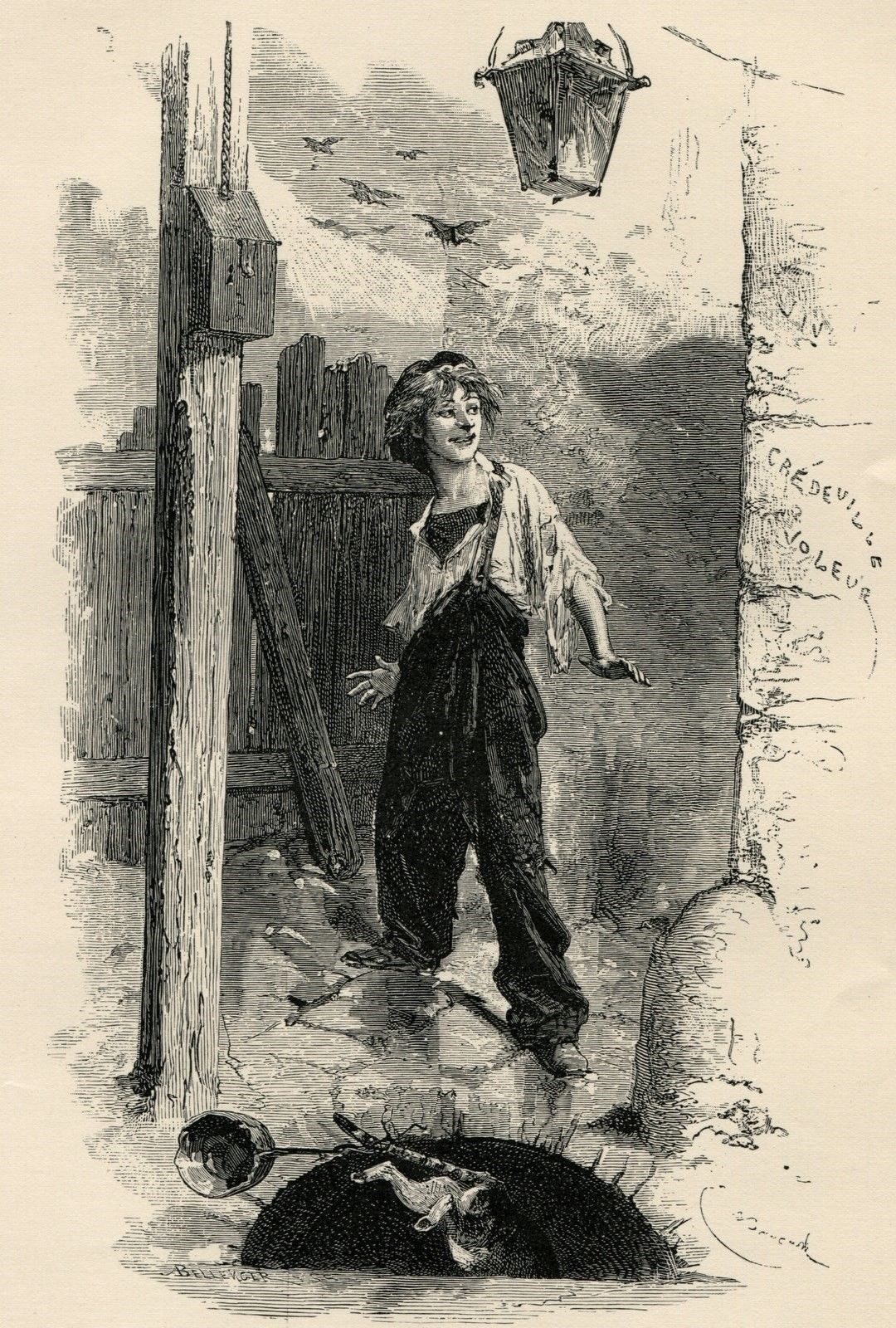
Gavroche, titi parisien dans Les Misérables de Victor Hugo, illustration d’Émile Bayard.

« Titi parisien » est une expression familière française pour désigner un « enfant de Paris », déluré, dégourdi, farceur avec une connaissance approfondie de Paris et ses rues, dont l'archétype est le personnage de Gavroche dans le roman Les Misérables de Victor Hugo.
Par extension, le titi est un adulte issu des classes populaires parisiennes. 
Il est aussi associé à un accent particulier, celui du parler parisien d’Arletty ou de Raymond Bussières, mais qui a tendance à se perdre, sauf chez certaines classes populaires de la banlieue parisienne.

## Origines
Dans ses Mémoires en 1854, Alexandre Dumas décrit le « titi parisien » comme une figure populaire dont « la renommée […] s’est étendue jusqu’au bout du monde », au même titre que la figure du « gendarme français », grâce aux Scènes populaires dessinées par Henry Monnier.
Présent dans les Études de philologie comparée sur l'argot et sur les idiomes analogues en 1856, le terme désignait alors une « espèce de personnage de mascarade ».
Bescherelle indique en 1871 dans son Dictionnaire national que le titi est le « nom populaire donné à Paris aux jeunes ouvriers des faubourgs ». Il est ensuite mentionné en 1925 dans Deux cents locutions et proverbes, indiquant que le terme serait originaire de Picardie (didi, les d se transformant en t à Paris) et aurait le sens d'enfant de la rue déluré et débrouillard. Son usage a commencé à se perdre entre les années 1950 et 1960.

## Le titi parisien dans les arts et la culture populaire

### Littérature
- Victor Hugo a dépeint un titi parisien dans Les Misérables en la personne de Gavroche.
- On retrouve également le titi dans la littérature enfantine de l'entre-deux-guerres, 
  - par exemple dans Dadou, gosse de Paris, roman de T. Trilby (1936),
- dans Les Allumettes suédoises de Robert Sabatier (1969).

### Cinéma
- Les dialogues de Michel Audiard sont souvent associés à cette typologie de personnage. Lui-même trouvait l'expression galvaudée et ne s'y reconnaissait pas : « Je ne parle pas argot et je ne suis pas un titi, mais chaque fois qu'un homme dit du peuple a le sens de la répartie, on dit que c'est un titi. Quand c'est un homme dit du monde, on dit qu'il a de l'humour. C'est insensé... »[8].
- André Pousse au cinéma incarna souvent ce genre de personnage.
- Le Ballon rouge d’Albert Lamorisse raconte les aventures d’un jeune garçon de Ménilmontant.
- Le Fabuleux Destin d'Amélie Poulain de Jean-Pierre Jeunet reflète  l'esprit  du  titi parisien.
- Un gosse de la butte (1963), film de Maurice Delbez, scénario de Maurice Delbez et Jean Cosmos d'après le roman de Robert Sabatier, Alain et le Nègre, Éditions Albin Michel, 1953 : la langue des enfants de la Rue des Cascades à Ménilmontant dans le film de Maurice Delbez est « l'expression imagée d'un quotidien »[9] dans ce quartier de Belleville des années 1960.

### Musique
- En 1951, Yves Montand chante le titi dans Un gamin de Paris.
- En 1964, Léo Ferré chante Titi de Paris dans son album Ferré 64.
- Dans son personnage scénique et dans certains de ses textes (Laisse béton notamment), le chanteur Renaud joue du folklore associé aux titis parisiens.
- En 1966, Georges Brassens fait référence au titi dans Supplique pour être enterré à la plage de Sète.
- En 2003 le Svinkels chantais dans le titre « Le svink c’est chic »,  « Chemise à carreau froissée, boule à zéro, coiffeur à zéro euro. Gouaille de titi parigot. »
- En 2015, le rappeur Seth Gueko fait référence au titi parisien dans une chanson éponyme sur sa jeunesse parisienne (album Professeur Punchline).

### Arts plastiques
- Henry Monnier a popularisé le titi parisien dans la première moitié du XIXe siècle dans ses Scènes populaires et Scènes parisiennes.
- Eugène Delacroix a peint un titi parisien dans son tableau La Liberté guidant le peuple (1830), personnage ayant inspiré Victor Hugo pour son personnage Gavroche dans le roman Les Misérables.
- Francisque Poulbot a peint pendant de nombreuses années des titis parisiens[10], au point que le terme « poulbot » a fini par désigner les enfants des classes populaires de la capitale.
- L'illustrateur Michel Thomas a réalisé de nombreuses cartes postales représentant des « gamins de Paris », ou titis parisiens[11].

### Sport
- « Les titis parisiens » est une compétition de canne de combat, qui se déroule tous les ans à Paris fin janvier depuis 2004.
- Les titis de l'Ovalie sont le surnom d'un club de supporter de stade français paris rugby
- « Les titis parisiens » est le surnom donné aux joueurs nés à Paris ayant évolué au PSG, comme Alphonse Areola[12], Kylian Mbappé[13], Presnel Kimpembé ou Adrien Rabiot[14].

### Photographie
- Robert Doisneau a photographié des titis parisiens.